# خزم (عروض)
الخَزْمُ هو، في الشِّعْرِ، زيادة حرف أو حرفين أو أكثر بما دون خمسة في أول البيت غالبًا، تُسْقِطُهُ في التقطيع، وأكثر ما يكون من حروف المعاني نحو الواو وهل وبل وقد وإذا وإمّا. قال أبو إسحاق: وإنما جازت هذه الزيادة في أوائل الأبيات كما جاز الخرم، وهو النقصان في أوائل الأبيات، وإنما احتملت الزيادة والنقصان في الأوائل لأن الوزن إنما يستبين في السمع ويظهر عواره إذا ذهبت في البيت. ومجيء الخزم في أول العجز أو في وسط البيت قليل.
قال عبد الله بن محمد الخزرجي في منظومته:

## أمثلة الخزم
- خزم بحرف واحد: كزيادة واو العطف:[3][7]

و كقول امرئ القيس:
أو كزيادة فاء العطف:
- خزم بحرفين: كزيادة «قَدْ»:[3][7]

وكزيادة «بَلْ»:
وكزيادة «يَا»:
- خزم بثلاثة أحرف: كزيادة «إِذَا»:[3][7]

أو كقول كعب بن مالك بزيادة «لَقَدْ»:
أو كزيادة «نَحْنُ»:
- خزم بأربعة أحرف: كزيادة «اشْدُدْ»:[2][3][7]

- والخزم في غير أول البيت قبيحٌ،[3] ولا يكون في أول العجز إلا بحرف أو بحرفين خاصة:[2] وكقول الشاعر بزيادة «وَ» فِي أَول عجز البيت:[2][4]

وكقول الشاعر بزيادة «بَلْ» فِي أَول عجز البيت:
وكقول الشاعر بزيادة «يَا» فِي أَول عجز البيت:
- ورُبَّما اعْتَرَض فِي حَشْوِ عجز البيت بَين سَبَبٍ ووَتِدٍ، كَقَوْل مُطَيْر بْنِ الأَشْيَم:[3][4]

فَـ«إِذَا» هُنَا مُعْتَرِضَةٌ بَيْنَ السَّبَبِ («ـتَفْـ») والوَتِدِ المَجْمُوعِ («ـعِلُنْ») من أول تفعيلة العجز («مُسْتَفْعِلُنْ»).